# Platybelodon
Platybelodon ("ngà xiên dẹp") là một chi voi trong họ Gomphotheriidae của Bộ Có vòi. Nó sống vào thế Miocen, khoảng 15-4 triệu năm trước, và phân bố tại châu Phi, châu Âu, châu Á và Bắc Mỹ. Mặc dù từng phát triển mạnh, nó không tồn tại qua thế Miocen. 

## Mô tả

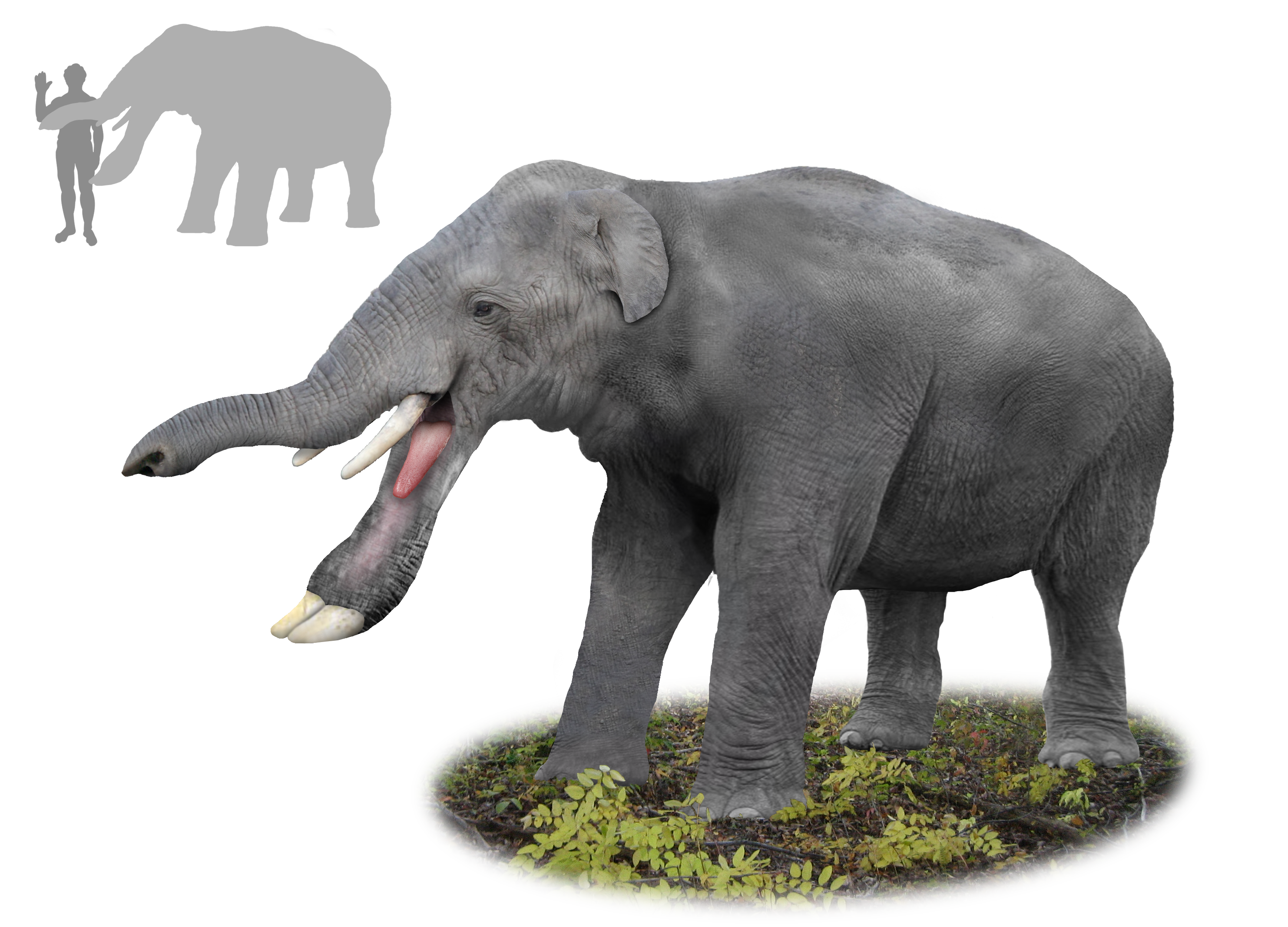
Phục nguyên P. grangeri

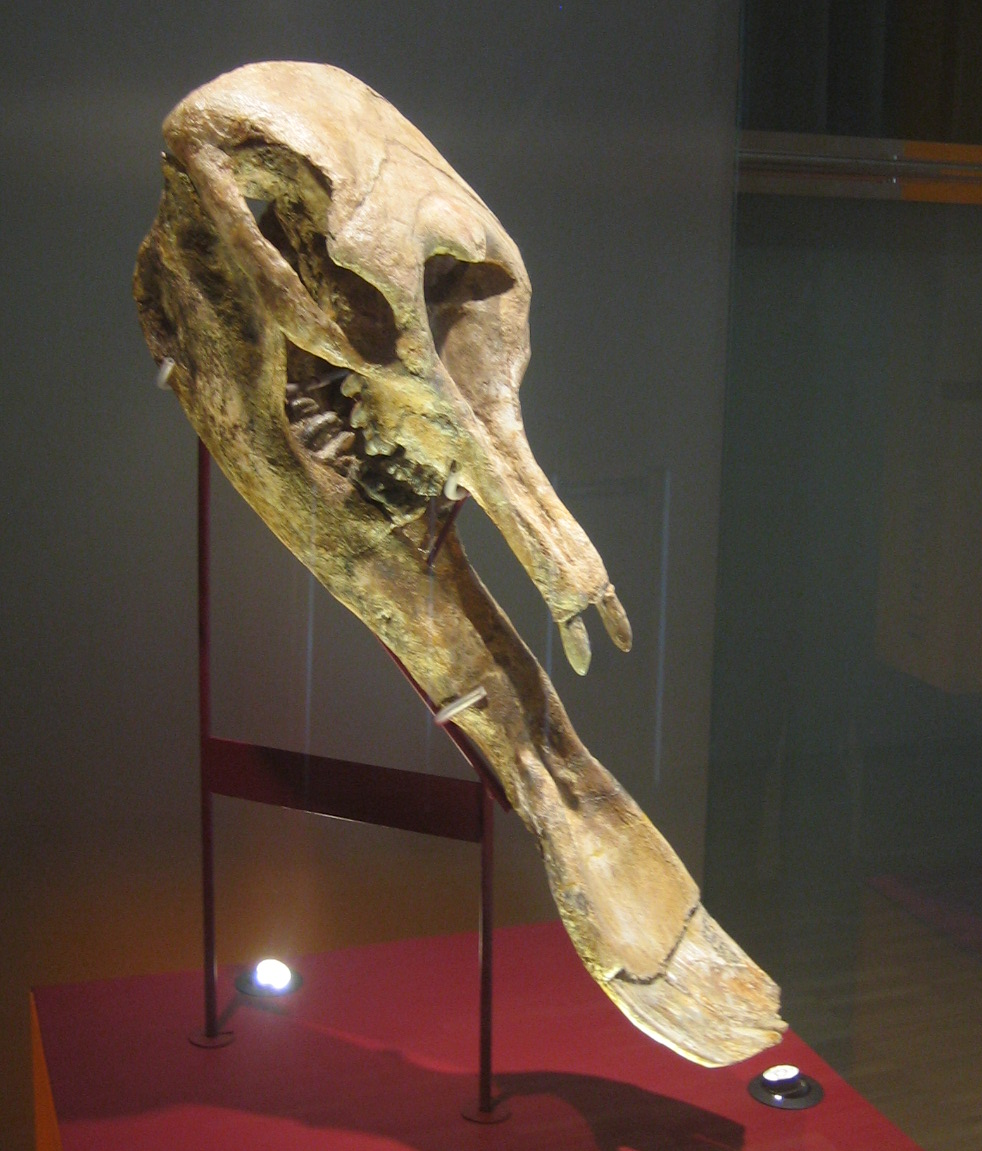
Hộp sọ P. grangeri

Platybelodon rất giống với Amebelodon. Do hình dạng của hai răng hàm dưới, một đặc điểm xuất hiện ở nhiều chi Gomphotheriidae (như Platybelodon, Archaeobelodon, và Amebelodon), chúng thường được gọi là "voi ngà xẻng."